# Охота на Квака
«Охота на Квака» — роман Леонида Кудрявцева в жанре компьютерного фэнтези из серии романов о приключениях Ессутила Квака в киберпространстве. Действие произведения происходит в будущем, где развита виртуальная реальность.
Роман впервые вышел в 1999 году в издательстве АСТ. В 2002 году переиздан издательством Вече.
В 2001 году роман вышел на польском языке в издательстве Solaris. Переводчик — Е. Дембский.

## Сюжет
Главный герой романа «Охота на Квака» — торговец недвижимостью Ессутил Квак, увлекающийся «путешествиями» в виртуальный мир. Во время одного из таких путешествий он узнаёт, что официально приобрёл статус бродячей программы, фактически потеряв связь с собственным телом. Однако, на Ессутила объявлена охота как на программу, угрожающую мирному существованию виртуального мира. Дело осложняется ещё и тем, что владельцам мира Кибер-12 проще считать Квака искусственно созданной программой, чем признавать факт кражи тела. С помощью постоянных клиентов мира Кибер-12, в частности, журналистки Глории, он возвращается в реальность с помощью кибертела.

## Номинации
Роман был выдвинут на премию польского журнала «SFinks» в номинации «Зарубежный роман 2001 года» и занял 4-е место.

## Другие произведения цикла «Ессутил Квак»
- Закон оборотня. М.: АСТ, 1999.
- Убить героя. М.: Вече, 2002.